# Zimiromus syenus
Zimiromus syenus Buckup & Brescovit, 1993 è un ragno appartenente alla famiglia Gnaphosidae.

## Etimologia
Il nome della specie è un'arbitraria combinazione di lettere, come affermato dallo stesso descrittore.

## Caratteristiche
L'olotipo femminile rinvenuto ha lunghezza totale è di 4,75mm; la lunghezza del cefalotorace è di 1,85mm; e la larghezza è di 1,42mm.

## Distribuzione
La specie è stata reperita nel Brasile settentrionale: l'olotipo femminile è stato rinvenuto nei pressi della Fazenda Estejo, 60 chilometri a nord di Manaus, appartenente allo stato di Amazonas.

## Tassonomia
Al 2016 non sono note sottospecie e dal 1993 non sono stati esaminati nuovi esemplari.